# Will Durant
William James Durant (5. listopadu 1885 – 7. listopadu 1981) byl americký historik a filozof. Jeho nejznámější prací je jedenáctidílné monumentální dílo The Story of Civilization, které napsal se svou ženou Ariel Durantovou v letech 1935–1975. Za jeden z dílů této série, Rousseau and Revolution, získal roku 1968 Pulitzerovu cenu v kategorii literatura faktu. Podobný ohlas měla práce The Story of Philosophy o dějinách filozofie. Psal i díla filozofická, především ho zajímal střet mezi náboženstvím a vědou a vztah civilizace k náboženskosti – naši civilizaci viděl spíše jako úpadkovou právě proto, že se postavila proti náboženství, což v jeho představě nutně vede k chaosu, zániku civilizace a jejímu převálcování civilizací novou, která s novými mýty obnoví „naději“, a tím i civilizační dynamiku.

### CyklusThe Story of Civilization
- Our Oriental Heritage (1935)
- The Life of Greece (1939)
- Caesar and Christ (1944)
- The Age of Faith (1950)
- The Renaissance (1953)
- The Reformation (1957)
- The Age of Reason Begins (1961)
- The Age of Louis XIV (1963)
- The Age of Voltaire (1965)
- Rousseau and Revolution (1967)
- The Age of Napoleon (1975)

### České překlady
- Příběh filozofie, Praha, Pragma 2003.